# Helmut Mander
Helmut Mander (* 1940 in Kassel) ist ein deutscher Rennfahrer und Geschäftsmann.

## Werdegang
Genannt „Der Bergdoktor“, war der promovierte Volkswirt zu Beginn der 1970er Jahre erfolgreicher Bergrennfahrer. In seiner aktiven Zeit gewann Mander über 200 Tourenwagenrennen, mehrheitlich auf von Irmscher getunten Opel Kadett. Nach Beendigung seiner Fahrerkarriere war Mander 25 Jahre als Marketingleiter bei Ferrari Deutschland tätig. In dieser Funktion organisierte er auch die Läufe zur Ferrari Challenge.
Mander hat zwei erwachsene Kinder und lebt heute in Dietzenbach.

## Sportliche Erfolge
- 1972: Berg-Europameister Tourenwagen Gruppe 1
- 1973–1976: Vize-Berg-Europameister Tourenwagen Gruppe 1